# Francaltroff
Francaltroff – miejscowość i gmina we Francji, w regionie Grand Est, w departamencie Mozela.
Według danych na rok 1990 gminę zamieszkiwało 615 osób, a gęstość zaludnienia wynosiła 49 osób/km² (wśród 2335 gmin Lotaryngii Francaltroff plasuje się na 529. miejscu pod względem liczby ludności, natomiast pod względem powierzchni na miejscu 447.).